# Лучшая подруга
«Лу́чшая подру́га» — песня российской певицы Люси Чеботиной, выпущенная 17 марта 2023 года на лейбле RockFam.

## Исполнительница о песне
Это песня о реальности женской дружбы и о том, что не хочется верить, что от некогда самого близкого человека, с которым ты делишься всем, что есть на душе, можно получить в ответ нож в спину. Я уверена, что этот трек найдет отклик в сердцах миллионов девчонок, ведь, к сожалению, такие предательства переживали многиеЛюся Чеботина

## История релиза
| Регион | Дата          | Формат                     | Лейбл   |
| ------ | ------------- | -------------------------- | ------- |
| Мир    | 17 марта 2023 | цифровые загрузки стриминг | RockFam |